# Touriya Haoud
Touriya Haoud, née le 1er octobre 1977 à Rhenen (Pays-Bas), est une actrice néerlandaise d'origine marocaine.

## Biographie
Née à Rhenen, Touriya Haoud étudie la communication dans la haute école privée de Schoevers. Elle travaille pendant un an en tant que manager en communication. Elle devient modèle de bureau[Quoi ?] après avoir remporté un premier prix dans les élections de modèles[pas clair]. Touriya Haoud travaille dans plusieurs campagnes internationaux dont Tommy Hilfiger ou Replay[réf. souhaitée]. En 2003, elle succède à Naomi Campbell dans la campagne de publicité de la société téléphonique italienne de Telecom Italia Mobile.

## Films
- Oesters van Nam Kee - Marokkaans meisje (2002)
- Shouf Shouf Habibi! - Leila Bentarek (2004)
- Drijfzand - Verslaggeefster (2004)
- Floris - Lijfwachte (2004)
- Five Fingers - Saadia (2006)

## Séries télévisées
- Costa! de Serie - Laura (2002)
- Hertenkamp (2002)
- Hartslag - Naïda (2002-2003)